# South Island Line
De South Island line is een van de elf metrolijnen van de Metro van Hongkong. De lijn loopt van station Admiralty naar metrostation South Horizons.